# حكومة أحمد نامي الثالثة
تشكلت حكومة أحمد نامي الثالثة بالقرار رقم 540 بتاريخ 2 كانون الأول 1926 المنشور في مجلة العاصمة العدد 297. رفع رئيس الحكومة استقالة حكومته بكتاب إلى رئاسة الدولة مؤرخ في 8 شباط 1928، وقبلت استقالته بالقرار رقم 1812 بتاريخ 14 شباط 1928 حيث تم تعيين الشيخ تاج الدين الحسني رئيساً للوزارة· نشرالكتاب بالنشرة نصف الشهرية لأعمال إدارة حكومة دولة سورية بتاريخ 14 شباط 1928.
وهي الحكومة الحادية عشر في تاريخ سوريا الحديث ورابع حكومات الدولة السورية وثالث وآخر حكومات أحمد نامي وأول حكومة مشكلة في عهد هنري بونسو مفوضًا ساميًا خلال الانتداب الفرنسي على سوريا، وقد كان قدومه من فرنسا إلى سوريا سبب إقالة الحكومة السابقة وتشكيل الحكومة الجديدة. ولاية الحكومة امتدت عامًا ونصف العام حتى 15 فبراير 1928  وبذلك تكون أطول حكومات الداماد عمرًا، وقد ضمت شخصيات مقربة من الانتداب، كان من المقرر وفق اتفاق «الداماد - دي جوفنيل لعام 1926» أن تتولى هذه الحكومة الدعوة لانتخابات جمعية تأسيسية تضع دستورًا للبلاد وتؤسس لمعاهدة طويلة الأمد مع فرنسا لتنظيم الانتداب، غير أن بونسو انتهج سياسة التسويف وامتنع عن الدعوة للانتخابات بحجج مختلفة، وكضغط من قبل وزراء الحكومة تباحثوا منذ 3 فبراير 1928 بالاستقالة وأبلغوا الداماد بها عندما كان في بيروت، وقد قبل الداماد فكرة الاستقالة فاستقال هو أيضًا من بيروت في 15 فبراير، وكلف تاج الدين الحسني رئاسة الدولة وتشكيل الحكومة.
ولعلّ إخماد الثورة السورية الكبرى أبرز الأحداث خلال عهد هذه الحكومة، وكان بونسو قد اتفق مع الأردن والعراق حول التعاون في قمع الثورة، وفي الوقت نفسه لمّح إلى الموضوعين الأكثر إلحاحًا من قبل الشعب السوري وهما الوحدة والاستقلال. في أغسطس 1927 شنت القوات الفرنسية حملة عسكرية على غوطة دمشق وفي 10 أغسطس قتل خلال المعارك الأمير عز الدين الجزائي، وغالبًا ما يعتبر هذا التاريخ من قبل المؤرخين، تاريخ نهاية الثورة، بعد أن زجت فرنسا 110 آلاف جندي في مواجهتها.

## التشكيل الوزاري
تألفت حكومة أحمد نامي الثالثة من الوزراء:
| المنصب                        | الصورة | شاغل المنصب          | الحزب | الحزب | في المنصب من       | في المنصب حتى | ملاحظات                        |
| ----------------------------- | ------ | -------------------- | ----- | ----- | ------------------ | ------------- | ------------------------------ |
| رئيس الدولة ورئيس الوزراء     |        | أحمد نامي            |       |       | 4 أيـار 1926       | 15 شباط 1928  |                                |
| وزير الداخلية                 |        | رؤوف الأيوبي         |       |       | 2 كانون الأول 1926 | 15 شباط 1928  |                                |
| وزير العدلية                  |        | يوسف الحكيم بالوكالة |       |       | 4 أيـار 1926       | 15 شباط 1928  |                                |
| وزير المالية                  |        | حمدي النصر           |       |       | 2 كانون الأول 1926 | 15 شباط 1928  |                                |
| وزير المعارف                  |        | شاكر الحنبلي         |       |       | 12 حزيران 1926     | 15 شباط 1928  |                                |
| وزير الزراعة واللأشغال العامة |        | رشيد المدرس          |       |       | 2 كانون الأول 1926 | 15 شباط 1928  | [ ملاحظة 4 ] [ 7 ] [ 8 ] [ 3 ] |
| وزبر الاقتصاد                 |        | نصوحي البخاري        |       |       | 2 كانون الأول 1926 | 15 شباط 1928  | [ ملاحظة 5 ] [ 7 ] [ 8 ] [ 3 ] |

| سبقه حكومة أحمد نامي الثانية | الحكومات في سوريا حكومة أحمد نامي الثالثة | تبعه حكومة تاج الدين الحسني الأولى |

## الملاحظات
1. ↑  فراغ الحقل لا يعني بالضرورة أن شاغل المنصب مستقل سياسياً أو غير حزبي، ولكن بسبب عدم توفر المعلومات أو المصادر.

1. ↑  يذكر موقع الموسوعة الدمشقية بأن أحمد نامي تعرض لانقلاب من وزيره السابق واثق مؤيد العظم، الطامع برئاسة الحكومة، الذي أقنع الوزراء بتقديم استقالة جماعية لكي تنهار حكومة أحمد نامي. وفي 8 شباط 1928 استقال الرئيس من منصبه اعتراضا على تصرف الوزراء. لذلك يمكن أن تكون ولاية الوزراء انتهت في 8 شباط.
2. ↑  تشير بعض المصادر إلى أن الحكومة تألفت في 8 كانون الأول 1926.
3. ↑  ورد في موقع رئاسة مجلس الوزراء السوري بأن رئيس الحكومة رفع استقالة حكومته بكتاب إلى رئاسة الدولة مؤرخ في 8 شباط 1928، وقبلت استقالته بالقرار رقم /1812/ تاريخ 14 شباط 1928 حيث عُيِّنَ الشيخ تاج الدين الحسني رئيساً للوزارة· ونُشر بالنشرة النصف شهرية لأعمال إدارة حكومة دولة سورية تاريخ 14 شباط 1928· بينما ذكر يوسف الحكيم في كتابه سورية والانتداب الفرنسي بأن عهد الدامادا أحمد نامي رئيس الدولة وحكومته الثالثة انتهى في 15 شباط 1928
4. ↑  ورد في كتاب يوسف الحكيم سوريا والانتداب الفرنسي بأن رشيد المدرس عُين وزيراً للزراعة والأشغال العامة بينما ورد كتاب سجل الحكومات والوزارات السورية لمازن يوسف صباغ بأنه عُين وزيراً الأشغال العامة فقط.
5. ↑  ورد في كتاب يوسف الحكيم سوريا والانتداب الفرنسي بأن نصوحي البخاري عُين وزيراً للاقتصاد بينما ورد كتاب سجل الحكومات والوزارات السورية لمازن يوسف صباغ بأنه عُين وزيراً للزراعة والتجارة.

## روابط خارجية
- الحكومات السورية على موقع رئاسة مجلس الوزراء
- الحكومات السورية على موقع مجلس الشعب السوري
- وزارات الدولة على بوابة الحكومة الإلكترونية السورية
- الوزارات والهيئات الحكومية على موقع مجلس الشعب السوري